# Pilkebach

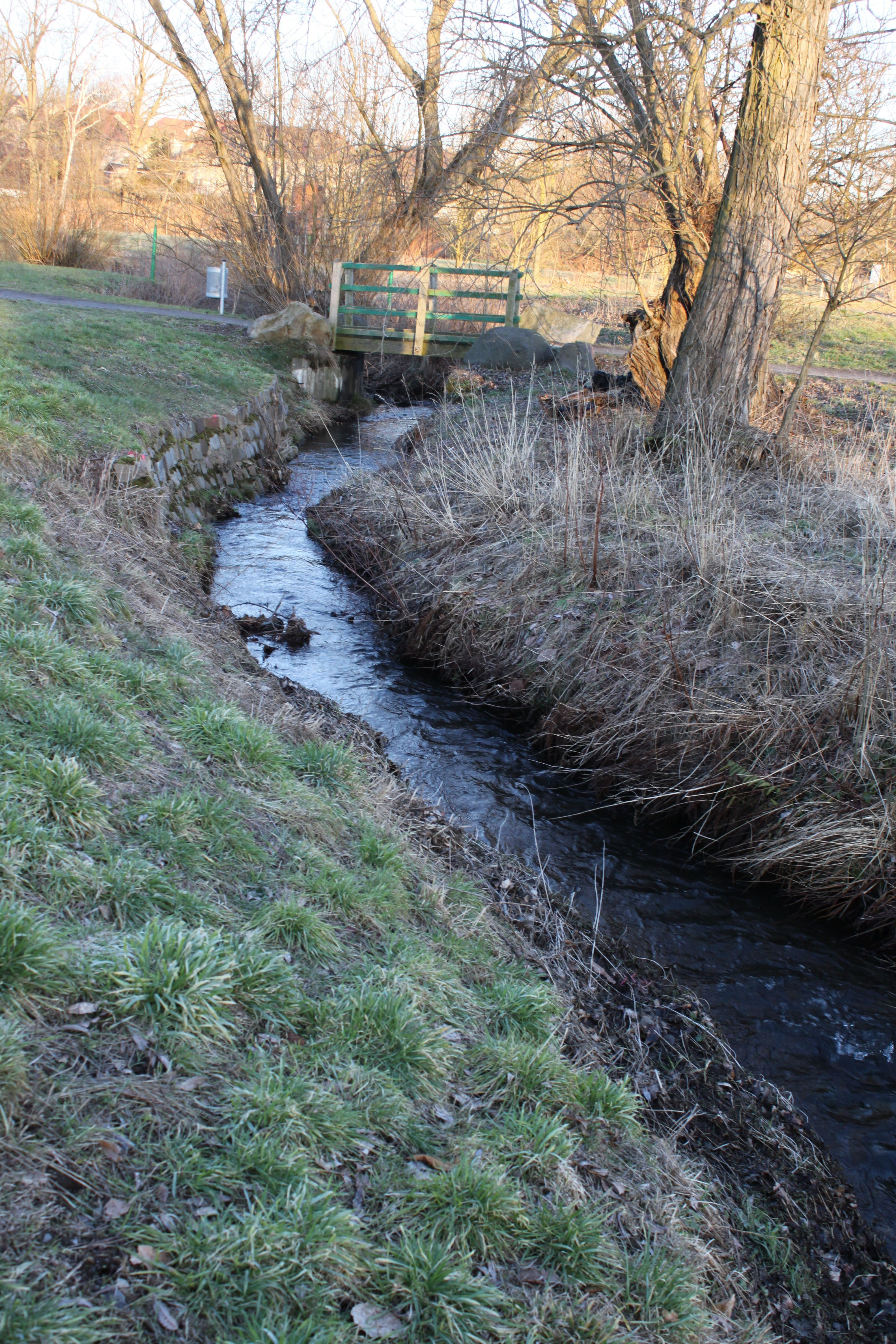
Pilkebach in Kirschau kurz vor der Mündung in die Spree

Der Pilkebach, auch die Pilke (obersorbisch Bělka) ist ein linksseitiger Zufluss der oberen Spree in Kirschau im sächsischen Landkreis Bautzen mit einer Länge von knapp fünf Kilometern.

## Beschreibung
Die Pilke entspringt am Südosthang der Weifaer Höhe (504 m) und fließt an ihrem Oberlauf mit starkem Gefälle in die Neuschirgiswalder Mulde hinab. Am nordwestlichen Fuß des Hohberges (418 m) ändert der Bach seine Richtung und fließt zwischen der Weifaer Höhe und dem Lärchenberg (356 m)  nach Norden.
In Neuwilthen fließt die Pilke in nordöstliche Richtung, unterquert die Bahnstrecke Oberoderwitz–Wilthen und fließt weiter durch Kirschau. Bereits seit dem 18. Jahrhundert zweigt im Wald, kurz vor Neuwilthen linksseitig ein Mühlgraben ab, der Wasser aus der Pilke über die Himmelsmühle und die Kiefermühle nach Norden in den zweiten Wilthener Vorwerksteich einleitet und anschließend zur Neumühle führt, bevor er wieder in die Pilke einmündet.
Der Unterlauf des Baches führt in Kirschau – überwiegend verrohrt – durch das VEGRO-Gelände. Bis zur Errichtung des Industriegebietes, das heute eine Fläche von 20 ha einnimmt, schlängelte sich die Pilke auf diesem Abschnitt an der Kirschauer Ölmühle vorbei durch Weideland zu den Blutwiesen. Seit 2010 erfolgt der Abriss von Industriebrachen auf dem VEGRO-Gelände; in der zweiten Phase, die 2016 begann, soll bis 2020 auch der verrohrte Pilkebach wieder geöffnet werden. Südlich der Körse-Therme mündet die Pilke am Spreebogen in Kirschau in die Spree.

## Zuflüsse
In die Pilke münden einige namenlose Bäche.